# Elefsina
Elefsina (Ελεύσινα) är en grekisk ort vid nordkusten av Saroniska bukten cirka 30 kilometer nordväst om Aten. Under antiken låg här staden Eleusis.
Nordost om staden ligger en stor militär flygbas Elefsis Airport med namn efter staden.